# Toma de la base militar de Tarazá
La toma de la base militar de Tarazá fue un ataque perpetrado por la Coordinadora Guerrillera Simón Bolívar, con frentes de las Fuerzas Armadas Revolucionarias de Colombia - Ejército del Pueblo (FARC-EP) y el Ejército de Liberación Nacional (ELN), el 10 de noviembre de 1990 contra el puesto de mando del Batallón Girardot del Ejército Nacional de Colombia en el Magdalena Medio Antioqueño. El ataque, que también iba dirigido contra las estaciones de la Policía Nacional de Colombia de Cáceres y Tarazá en Antioquia, se saldó con la muerte de 10 uniformados, pero la reacción oportuna de la fuerza pública impidió que todas las posiciones fueran copadas y forzó el repliegue de los subversivos que sufrieron pérdidas.
El asalto ocurrió un mes antes de las elecciones para la Asamblea Nacional Constituyente en diciembre de 1990.

## Antecedentes
El 9 de diciembre de 1990, estaba previsto que se realizarían las elecciones para la Asamblea Nacional constituyente, que se encargaría de redactar una nueva carta política que reemplazaría la de 1886. Conscientes de la oportunidad que esta convocatoria democrática representaba para cambiar el escenario político del país, las FARC-EP trataron de arrancarle al gobierno garantías para participar en las justas, pero lo hicieron arreciando su campaña militar a lo largo y ancho del país. En efecto, a partir de septiembre de 1990 redoblaron su accionar bélico en connivencia con el ELN, organización con la cual conformaban la Coordinadora Guerrillera Simón Bolívar desde 1987; uno de estos ataques tal vez el de mayor calado tuvo por objetivo la base militar de Tarazá (Antioquia).
Por otro lado, la lucha contra el narcotráfico y el terrorismo del Cartel de Medellín, concentraban toda la atención de la fuerza pública en el departamento de Antioquia, para el segundo semestre de 1990. Las tropas de la IV Brigada se habían visto forzadas a desplegar miles de hombres en las calles de Medellín y concentrar sus esfuerzos en neutralizar a los narcoterroristas.

## Preludio
Tarazá es un municipio minero situado sobre la carretera troncal del Norte, que une a Medellín con la costa Caribe. El municipio está ubicado estratégicamente en un cruce de caminos sobre las márgenes del río Cauca, que lo separa de la población de Cáceres ubicada en la otra orilla; además Tarazá está en el centro de una región aurífera, entre las estribaciones de la cordillera central y las llanuras de la región Caribe. Por ello la importancia de la región para la guerrilla, que obtenía amplios recursos financieros de la extorsión a las actividades mineras y además contaba con el apoyo de ciertos sectores de la población, bastante pobre y marginal. 
El ataque, planeado con la labor de inteligencia realizado por medio de  prostitutas infiltradas, iba dirigido fundamentalmente contra la base militar de Tarazá, que es el puesto de mando del Batallón de infantería N 10 Girardot, y está ubicado en uno de los cerros que circundan la población. Para ello más de 400 guerrilleros de las FARC-EP y el ELN se habían concentrado en los alrededores; con este ataque demostrarían la fortaleza de la subversión de cara a las elecciones de diciembre, la coordinación entre ambas guerrillas, y un golpe al Ejército  Nacional tomándose el puesto de mando de un batallón.
La base es la sede de centenares de soldados que operan en el bajo Cauca, pero la mayoría de ellos estaban patrullando las montañas y acantonados en campamentos móviles. Eso fue lo que trataron de aprovechar los guerrilleros, pues las instalaciones estaban guarnecidas solo por la compañía A con dos pelotones de tropa, unos 80 soldados en total, al mando del teniente Germán López Cortés. El Coronel Jaime Fajardo Cifuentes, comandante del batallón Girardot también se hallaba desde hacía varios días en las instalaciones.
Como un elemento distractor dos columnas de 50 insurgentes cada una, atacarían los puestos de policía de Tarazá y Cáceres, mientras para el asalto del puesto de mando se acumulaba una fuerza de 300 guerrilleros.

## Ataque
Los guerrilleros al parecer se habían trasladado en chalupas movidas por remos para no ser detectados, y habían rodeado la base compuesta por tres bloques de dormitorios, en la madrugada del sábado 10 de noviembre de 1990.
El asalto sobre la base comenzó poco después de las 3.00, con el lanzamiento de una andanada de cohetes contra los dormitorios de la base y la incursión del primer escalón de asalto que contaba al menos con unos 200 hombres y mujeres. Los dos pelotones de soldados encabezados por el coronel Fajardo Cifuentes reaccionaron de inmediato y se ubicaron en sus puestos de defensa para repeler el asalto. 
De forma paralela dos columnas de rebeldes, entraron a Cáceres y Tarazá. En Tarazá, la estación de policía estaba defendida por solo 13 uniformados que defendieron su posición en el parque principal, a pesar de que los guerrilleros quemaron infructuosamente una casa aledaña para forzar su entrega.
En Cáceres, distante pocos kilómetros del otro municipio, los guerrilleros concentraron el fuego de sus granadas, morteros, fusiles y ametralladoras contra la sede del palacio municipal y el cuartel de policía, defendido por solo 12 hombres. En este ataque, murió el agente John Jairo Arias Mateus y resultaron heridos los uniformados Hernando Peña Lozano y Wilson Barrios Mayoriano. También fue destruida con cargas de dinamita, la planta de comunicaciones de las Empresas Departamentales de Antioquia (EDA).
Mientras tanto en el puesto de mando del Batallón, la situación parecía controlada hacia las 4 pero el ataque areció con mayor ímpetu después de esta hora con el asalto de más de 300 guerrilleros en primera línea. El fuego de lanzacohetes M-72, morteros y fusiles de todos los calibres (AK-47, Galil, FAL y M-16) se dirigió contra las tropas que se parapetaron en los corredores de los dormitorios y las trincheras que rodean el patio de armas. Los guerrilleros trataron de forzar la rendición de los soldados, pero estos no contestaron y devolvieron con más intensidad el fuego.
A las 4:30 una de las granadas lanzadas por los insurgentes estalló el tanque de combustible para helicópteros, que estaba empotrado sobre una rampa a pocos metros del helipuerto. Una inmensa llamarada iluminó el campo. Poco después, los guerrilleros lograron ubicarse a unos 50 m de las posiciones del Ejército Nacional. El teniente coronel Jaime Fajardo Cifuentes quien se hallaba en el puesto de comunicaciones dirigiendo la defensa, trató de contraatacar y se lanzó bajo fuego enemigo a una de las trincheras del patio de armas. Cuando estaba por ganar la trinchera donde lo esperaban varios soldados, fue muerto de un tiro en la cabeza. Eran las 5:00.

## Contraataque y repliegue
Aunque el apoyo de helicópteros o artillería no fue posible de proporcionar en la noche, el combate se prolongó más de lo esperado por la resistencia de los militares y dio tiempo a que sobre las 6:30 llegara un primer helicóptero de la Fuerza Aérea Colombiana a asistir a las tropas en tierra. La comunicación no se perdió en ningún momento y esto permitió a los uniformados permanecer en contacto con los mandos de la brigada en Medellín. Precisamente tras una breve pausa de treinta minutos los guerrilleros reanudaron el hostigamiento a esa hora.
Sin embargo, después de las 7:00, los soldados al mando de sus suboficiales lanzaron el contrataque mientras continuaba el sobrevuelo de los helicópteros en el área. Los subversivos al ser desalojados de sus posiciones,  y ante la proximidad del resto de las tropas del Batallón que se hallaban patrullando el área, se replegaron por el río y las montañas vecinas sin haber podido tomarse el puesto de mando ni los dos cuarteles de policía. En las trincheras quedaron los cadáveres de los dos oficiales y 7 soldados muertos, mientras los rebeldes habían dejado 22 cuerpos sobre el terreno, algunos de ellos mutilados por las explosiones.
En el rastreo del área, las tropas hallaron 8 cadáveres más y el rastro de numerosos heridos calculados en torno a los 60 o 70.

## Militares abatidos
- Teniente coronel Jaime Fajardo Cifuentes
- Teniente Germán López Cortés
- Soldados Jaime Escobar Mejia, Alexander Ortega Betancourt, Juan Carlos Serna Posada, Nelson Quintero González, Jorge Eliecer Restrepo Estrada, Carlos Arroyave Cuenca y Luis Alfonso Muñoz Sánchez.
- Agente John Jairo Arias Mateus

## Consecuencias
La base de Tarazá quedó totalmente destruida, pero la Coordinadora Guerrillera Simón Bolívar no pudo obtener la victoria que esperaba sobre las tropas del gobierno, gracias a la resistencia de los militares y el pertinente apoyo de la fuerza aérea. 
Sin embargo, este ataque sumado a la escalada terrorista de los días anteriores endureció la posición de la administración Gaviria que anunció el 11 de noviembre que se abstendría de considerar cualquier posibilidad de diálogo con las FARC-EP y el ELN mientras estos grupos no pusieran fin a sus ataques contra las Fuerzas Militares. Efectivamente un mes después del asalto en Tarazá, el Ejército Nacional bombardeó y destruyó el cuartel general de las FARC-EP en Casa Verde (Meta) cerrando definitivamente la posibilidad de que los subversivos de esa organización participarán en la constituyente.